# Phyllachora pseudes
Phyllachora pseudes är en svampart som beskrevs av Rehm 1913. Phyllachora pseudes ingår i släktet Phyllachora och familjen Phyllachoraceae.   Inga underarter finns listade i Catalogue of Life.